# Klčov
Klčov (allemand : Koltschau) est un village de Slovaquie situé dans la région de Prešov.

## Histoire
Première mention écrite du village en 1258.

## Démographie

### Évolution de la population
| Année:               | 1994. | 2004.   | 2014.    | 2024.   |
| -------------------- | ----- | ------- | -------- | ------- |
| Nombre de personnes: | 530   | 563     | 636      | 665     |
| Différence:          |       | +6,22 % | +12,96 % | +4,55 % |

| Année:               | 2023. | 2024.   |
| -------------------- | ----- | ------- |
| Nombre de personnes: | 653   | 665     |
| Différence:          |       | +1,83 % |